# 小行星9400
小行星9400（英語：9400）是一颗围绕太阳公转的小行星。1994年10月9日，埃莉諾·赫琳、肯尼斯·J·劳伦斯在帕洛马山发现了此天体。
这颗小行星的绝对星等为62.09789390451772等。